# بیگ ریور، ساسکاچوان
بیگ ریور، ساسکاچوان (به انگلیسی: Big River, Saskatchewan) یک منطقهٔ مسکونی در کانادا است که در ساسکاچوان واقع شده‌است. بیگ ریور ۲٫۵۱ کیلومتر مربع مساحت و ۶۳۹ نفر جمعیت دارد.